# 海灘殺機
《海灘殺機》（英語：The Sand）是一部2015年美國恐怖片，由Isaac Gabaeff執導，布魯克·巴特勒、傑米·肯尼迪和米切爾·莫索主演。該片於2015年8月28日在英國的FrightFest首映，2015年10月13日在美國以DVD首映發行。

## 劇情
故事敘述一群二十多歲的青少年男女至海邊，舉行畢業海灘派對。但未料，看似平常的海灘中的潛藏物竟如同活體般開始獵食人們....。

## 反響
電影獲得的評價多為負面。爛番茄無新鮮度顯示，但觀眾評級僅17%。IMDB得分3.8。

## 外部連結
- 互联网电影数据库（IMDb）上《海灘殺機》的资料（英文）
- 海灘殺機的X（前Twitter）